# Všemily
Všemily (deutsch Schemmel) ist ein Ortsteil der Gemeinde Jetřichovice in Tschechien. Er liegt fünf Kilometer nordwestlich von Česká Kamenice und gehört zum Okres Děčín.

## Geographie

### Geographische Lage
Všemily erstreckt sich am Unterlauf der Chřibská Kamenice (Kreibitzbach) im rechtselbischen Teil der Böhmischen Schweiz. Nordöstlich erhebt sich der Čedičový vrch (Donsberg, 329 m), im Osten die Výří skály (Uhustein, 341 m) und der Borek (Großeberg, 322 m), südlich die Borovina (Tonnelsberg, 364 m) sowie im Westen der Růžovský vrch (Rosenberg, 619 m). Südlich des Dorfes verläuft an den Felsbergen die  Schöberlinie des Tschechoslowakischen Walls.

### Ortsgliederung
Zum Ortsteil Všemily gehört die Ansiedlung Na Všemilské Planině (Auf den Folgen).

### Nachbargemeinden
Nachbarorte sind Na Všemilské Planině und Vysoká Lípa im Norden, Jetřichovice und Studený im Nordosten, Lipnice im Osten, Kunratice, Pekelský Důl und Filipov im Südosten, Janská im Süden, Srbská Kamenice im Südwesten, Nový Svět und Růžová im Westen sowie Kamenická Stráň im Nordwesten.

## Geschichte
Das heutige Dorf wurde wahrscheinlich im 14. Jahrhundert im Zuge der Besiedlung der Herrschaft Scharfenstein unter den Herren von Michelsberg durch deutsche Kolonisten angelegt. Der Name des Ortes deutet darauf hin, dass zuvor schon eine sorbische Siedlung bestanden hat, die nach einem Vschemil benannt war. Die erste urkundliche Erwähnung von Schemel erfolgte 1381 im Stadtbuch von Kamnitz. Zu dieser Zeit war in dem Dorf auch ein Erbrichter ansässig. 1407 erwarben die Berken von Dubá die Scharfensteiner Ländereien, 1450 wurde Johann von Wartenberg Besitzer der Herrschaft. Nikolaus III. Trčka von Lípa, der die ganzen Ländereien der Wartenberger 1511 für 60.000 Schock Groschen gekauft hatte, veräußerte sie bereits 1515 zu einem um 10.000 Schock höheren Preis an Hans von Salhausen auf Wehlen.
1522 teilte Hans den Besitz mit seinen Brüdern Friedrich und Wolf von Salhausen. Schemel erhielt Friedrich, der sich in Bensen ein neues Schloss errichten ließ. Wolf von Salhausen erhielt seinen Anteil ausgezahlt. bei einer weiteren Teilung entstand 1535 die Herrschaft Kamnitz, die später in den Besitz der Wartenberger überging. 1614 verkaufte Johann von Wartenberg auf Kamnitz seine gesamten Besitzungen an Radslav Kinsky. 1619 erbte dessen Neffe Wilhelm Kinsky die Herrschaft. Er wurde 1634 zusammen mit Albrecht von Waldstein in Eger ermordet. 1635 erhielt Wilhelm Neffen und Erbe Johann Octavian Kinsky die Herrschaft Kamnitz. Nach dem Erlöschen der Pfarre in Windisch Kamnitz wurde das Dorf 1630 zur St. Jakobus-Kirche in Kamnitz gepfarrt. Die berní rula von 1654 weist für Ssemel 24 Anwesen aus. 1713 bestand das Dorf aus 30 Häusern. Um 1750 entstanden auf den Folgen, einer Hochfläche nördlich von Schemmel befindlichen gerodeten Hochfläche, drei Weiler. Auf der Vorderen Folge, Hinteren Folge und Niederen Folge bestanden insgesamt sechs Gärtnerwirtschaften. Nach der Errichtung einer Filialkirche in Windisch Kamnitz wurde Schemel 1775 wieder deren Sprengel zugewiesen. Grundherren waren bis zur Mitte des 19. Jahrhunderts die Fürsten Kinsky. 1833 lebten in den 81 Häusern von Schemmel 477 Menschen.

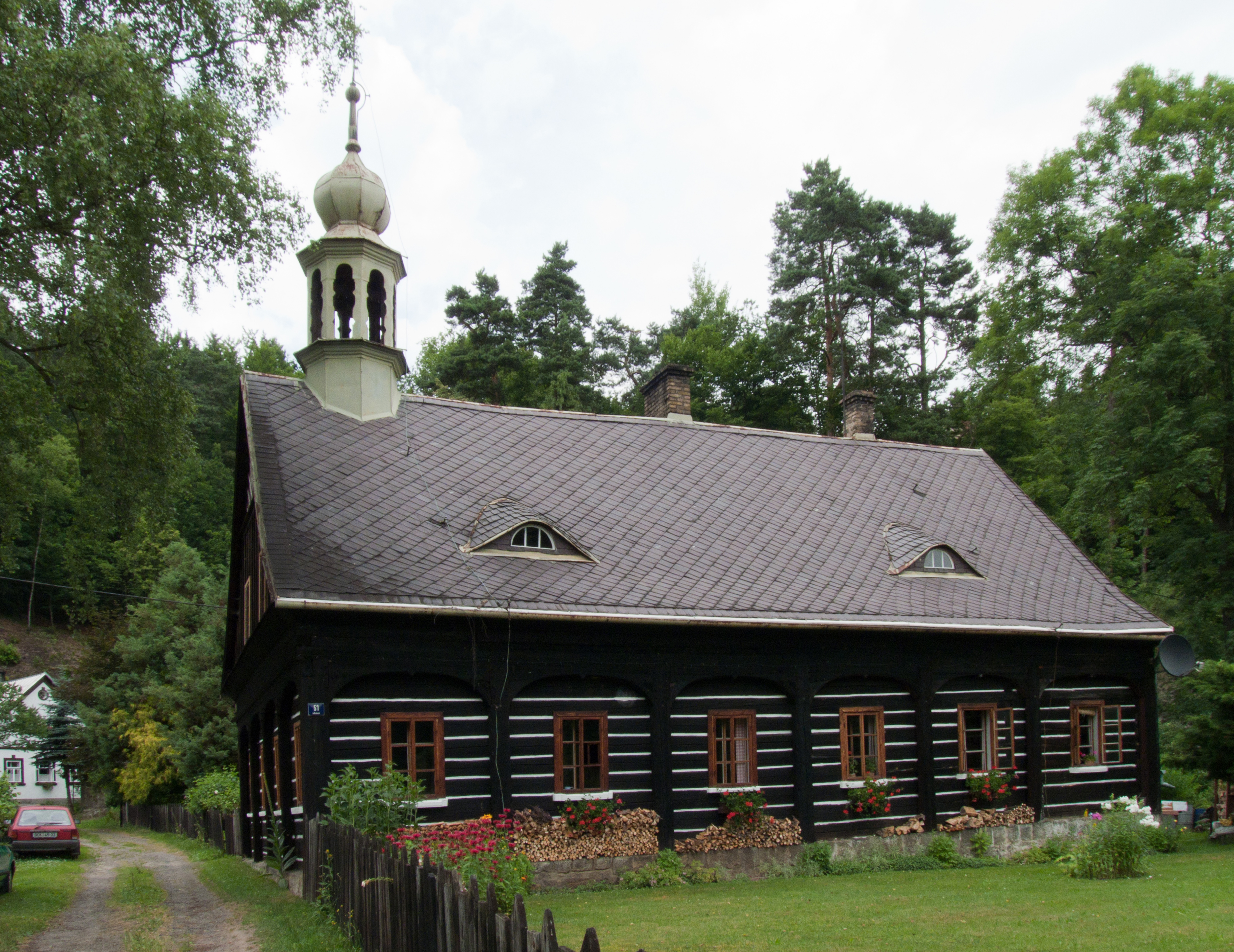
Blick auf die alte Schule

Nach der Aufhebung der Patrimonialherrschaften bildete Schemmel mit dem Ortsteil Schemmler Folgen ab 1850 eine politische Gemeinde in der Bezirkshauptmannschaft Tetschen/Děčín. 1869 hatte die Gemeinde 558 Einwohner, danach erfolgte durch Abwanderung in Fabrikstandorte ein Bevölkerungsrückgang. 1881 wurde die zu Ehren des Erzherzogs Franz Ferdinand von Österreich-Este benannte Ferdinandsklamm aufgestaut und unterhalb des Dorfes eine Kahnfahrt auf der Kamnitz zum Wehr der Grundmühle eingerichtet. Im selben Jahre ließ Edmund von Clary und Aldringen auf dem Rosenberg einen Aussichtsturm errichten und am 4. Mai 1890 eröffnete auf dem Berg ein Gasthaus. 1890 lebten in dem Dorf 510 Menschen. Schemmel entwickelte sich in dieser Zeit zu einer Sommerfrische. 1927 errichtete die Industriegemeinde Nestomitz im Dorf ein Kindererholungsheim. Die Gemeinde Schemmel hatte im Jahre 1930 372 Einwohner. Nach dem Münchner Abkommen wurde Kamnitzleiten 1938 dem Deutschen Reich zugeschlagen und gehörte bis 1945 zum Landkreis Tetschen, ab 1943 Tetschen-Bodenbach. 1939 lebten in Schemmel 323 Menschen. Nach dem Ende des Zweiten Weltkrieges kam Všemily zur Tschechoslowakei zurück. Die deutschen Bewohner wurden bis 1946 vertrieben. 1948 wurde die Gemeinde dem neu geschaffenen Okres Nový Bor zugeordnet. Všemily verlor 1961 seine Eigenständigkeit und wurde nach Jetřichovice eingemeindet und kam zugleich zum Okres Děčín zurück. Zu dieser Zeit hatte das Dorf 113 Einwohner. 1991 hatte der Ort 61 Einwohner. Im Jahre 2001 bestand das Dorf aus 51 Wohnhäusern, in denen 59 Menschen lebten.
Seit 1983 findet in Všemily jährlich im August ein Country- und Bluegrass-Festival statt. Heute ist Všemily vor allem ein Erholungsort. Im Dorf besteht eine Reitschule.

## Kultur und Sehenswürdigkeiten

### Museen
- Freilichtmuseum des Tschechoslowakischen Walls, südwestlich des Dorfes

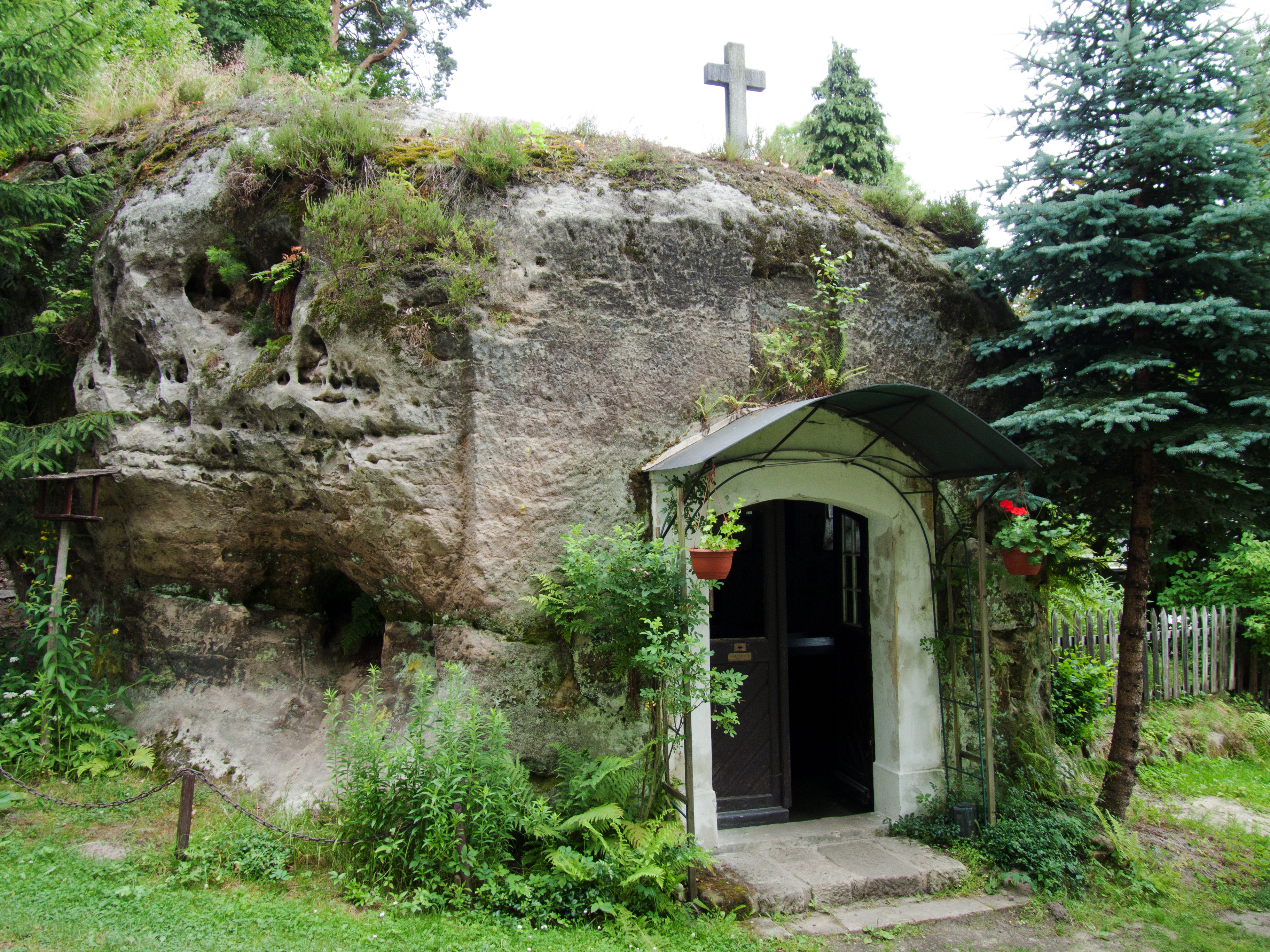
Blick auf die Felsenkapelle

### Bauwerke
- in einem Sandsteinfelsblock ausgehauene Felsenkapelle des hl. Ignatius, geschaffen 1760, in der Ortsmitte
- Sandsteinmarterl, gegenüber der Felsenkapelle
- Umgebindehäuser
- Kapelle an der Vorderen Folge, errichtet 1738
- Nischenkapelle im Sandsteinfelsen Sanduhr am Čedičový vrch
- Ruine der Dolský Mlýn (Grundmühle) mit Wehranlage in der Klamm

### Grünflächen und Naherholung
- Felsental der Kamnitz mit Ferdinandsklamm, nordwestlich des Dorfes
- Basaltkegel des Růžovský vrch, westlich des Ortes
- Naturreservat Mäander der Chřibská Kamenice, am westlichen Ortsausgang vor der Einmündung des Baches in die Kamnitz